# Tichá říčka (přítok Kamenice)
Tichá říčka je název vodního toku v Jizerských horách, který je pravostranným přítokem řeky Kamenice. Pramení v mokřadech poblíž vesnice Hrabětice, jež náleží do katastru obce Janov nad Nisou v okrese Jablonec nad Nisou. Část jejího údolí je chráněna jako přírodní památka Tichá říčka. Dále protéká částí obce Josefův důl – Karlov. Do řeky Kamenice se vlévá na území obce Josefův důl. Plocha povodí, včetně pravostranného bezejmenného přítoku na Karlově, je přibližně 2,92 km².[zdroj?]